# Islam Duguchíyev
Islam Betersultánovich Duguchíyev –en ruso, Ислам Бетерсултанович Дугучиев– (Altyn-Emel, 15 de abril de 1966) es un deportista ruso de origen kazajo que compitió en lucha grecorromana.
Participó en dos Juegos Olímpicos de Verano, obteniendo una medalla de plata en Barcelona 1992, en la categoría de 68 kg, y el sexto lugar en Sídney 2000.
Ganó 4 medallas de oro en el Campeonato Mundial de Lucha entre los años 1990 y 1994, y 3 medallas en el Campeonato Europeo de Lucha entre los años 1990 y 1994.

## Palmarés internacional
| Representando a la URSS           |                     |                   |           |
| Campeonato Mundial                |                     |                   |           |
| Año                               | Lugar               | Medalla           | Categoría |
| 1990                              | Ostia (Italia)      | Medalla de oro    | 68 kg     |
| 1991                              | Varna (Bulgaria)    | Medalla de oro    | 68 kg     |
| Campeonato Europeo                |                     |                   |           |
| Año                               | Lugar               | Medalla           | Categoría |
| 1990                              | Poznań (Polonia)    | Medalla de oro    | 68 kg     |
| Representando al Equipo Unificado |                     |                   |           |
| Juegos Olímpicos                  |                     |                   |           |
| Año                               | Lugar               | Medalla           | Categoría |
| 1992                              | Barcelona (España)  | Medalla de plata  | 68 kg     |
| Representando a Rusia             |                     |                   |           |
| Campeonato Mundial                |                     |                   |           |
| Año                               | Lugar               | Medalla           | Categoría |
| 1993                              | Estocolmo (Suecia)  | Medalla de oro    | 68 kg     |
| 1994                              | Tampere (Finlandia) | Medalla de oro    | 68 kg     |
| Campeonato Europeo                |                     |                   |           |
| Año                               | Lugar               | Medalla           | Categoría |
| 1993                              | Estambul (Turquía)  | Medalla de oro    | 68 kg     |
| 1994                              | Atenas (Grecia)     | Medalla de bronce | 68 kg     |